# Cneo Papirio Eliano (cónsul 135)
Gneo Papirio Eliano Emilio Tuscilo ( en latín: Gneus Papirius Aelianus Aemilius Tuscillus) fue un político romano miembro del Ordo Senatorius y de origen hispano que desarrolló su cursus honorum durante el siglo II, sirviendo a los emperadores Adriano y Antonino Pío, alcanzando el honor del consulado en 135.

## Orígenes
Gneo Papirio Aeliano nació hacia el año 100 en el Municipium Florentia Iliberris (Granada, España) en la muy romanizada provincia Baetica. Su familia, los Papirii, era una de las más prominentes del municipio y estaba ligada con la gens Papiria de la Roma republicana, y, al acceder al orden senatorial, formaba parte del clan de senadores hispanos que se había convertido en el grupo de poder más influyente de la política romana durante la Dinastía Flavia, y fruto de su influencia había sido la elevación a la púrpura del emperador Trajano.

## Carrera política
Su infancia debió transcurrir ya en Roma, iniciando su cursus honorum en alguno de los puestos del vigintivirato y en el tribunado latriclavio de una legión entre los años 120 y 122, aunque se ignora cuáles fueron concretamente ambos cargos. Una inscripción procedente de Illiberris indica cuáles fueron sus primeros pasos firmes dentro de su carrera senatorial. Así, la primera magistratura que desempeñó fue la de cuestor de la provincia senatorial Acaya hacia 124, para ser elegido Tribuno de la Plebe hacia 126 y Pretor hacia 128, cargo cum imperium que le posibilitaba mandar legiones y provincias imperiales con tropas.
Como consecuencia, entre 129 y 131 fue nombrado legado de la Legio XIV Gemina Martia Victrix, una de las más prestigiosas legiones del ejército romano, con base en Carnuntum (Petronell, Austria) en la provincia Pannonia Superior. Terminado este servicio, Adriano le nombró gobernador de la provincia Dacia Superior entre 132 y 134, como indica el patrocinio a la culminación de un acueducto en la capital provincial, la Colonia Dacicae Sarmizegetusa (Rumanía) en 134.

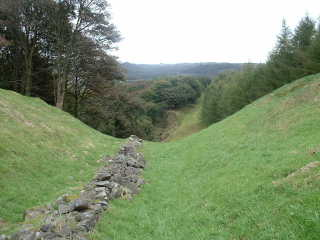
El Muro Antonino a su paso por Barr Hill, cerca de Twechar.

Como premio a sus servicios, Adriano le eligió Consul suffectus para finales del año 135, como demuestran cuatro Diplomata Militaris y por una inscripción honoraria del Municipium Vettona (Bettona, Italia) con datación consular.
El siguiente cargo que desempeñó, dada su experiencia en una provincia de reciente pacificación como lo había sido Dacia, fue el de ser nombrado por Antonino Pío gobernador de la provincia Britannia entre 145 y 147, como indica un Diploma militaris de 145/146 y otro de fecha imprecisa. Se conoce poco de su gobernación y debió ser un mandato relativamente pacífico, ya que su predecesor, Quinto Lolio Úrbico, tuvo suficiente capacidad operativa como para ocuparse de mantener el nuevo muro, y a la vez enviar tropas al continente para participar de las campañas de 145 a 147 en África.
Se desconoce si desempeñó cargos posteriores así como la fecha de fallecimiento.

## Descendencia
Su hijo Gneo Papirio Eliano fue consul suffectus en el año 157, bajo Antonino Pío.
Su nieto Gneo Papirio Eliano fue consul ordinarius' en 184 bajo Cómodo.